# 御幸町 (亀山市)
御幸町（みゆきちょう）は、三重県亀山市の地名。

## 歴史

### 地名の由来
1951年（昭和26年）の昭和天皇三重県巡幸において、亀山駅前に鈴鹿郡奉迎場が設置されたことに由来する。

### 沿革
- 1954年（昭和29年） - 亀山町西町の一部により、同町御幸町が成立[1]。

### 人口の変遷
国勢調査による人口および世帯数の推移。
| 1995年（平成7年）  | 108世帯 280人 |  |
| 2000年（平成12年） | 131世帯 311人 |  |
| 2005年（平成17年） | 124世帯 282人 |  |
| 2010年（平成22年） | 114世帯 301人 |  |
| 2015年（平成27年） | 97世帯 227人  |  |
| 2020年（令和2年）  | 75世帯 170人  |  |

## 地理

### 河川・池沼
- 鈴鹿川

### 交通
- 東海旅客鉄道（JR東海）・西日本旅客鉄道（JR西日本）亀山駅
- 三重県道302号亀山停車場石水渓線
- 三重県道565号亀山城跡線

- 亀山駅
- 亀山駅前通り

### 施設
- 亀山市立図書館
- 亀山駅前郵便局

- 亀山市立図書館
- 亀山駅前郵便局

### WEB
1. 1 2  総務省統計局統計調査部国勢統計課 (2022年2月10日). “令和2年国勢調査の調査結果(e-Stat) - 男女別人口，外国人人口及び世帯数－町丁・字等”.   総務省. 2025年1月17日閲覧。
2. ↑  “三重県亀山市の町丁・字一覧”.   人口統計ラボ. 2025年1月16日閲覧。
3. ↑  “読み仮名データの促音・拗音を小書きで表記するもの(zip形式) 三重県” (zip).   日本郵便 (2024年12月27日). 2025年1月16日閲覧。
4. ↑  “市外局番の一覧” (PDF).   総務省 (2022年3月1日). 2022年3月22日閲覧。
5. ↑  “都道府県 ナンバープレート表示” (PDF).   国土交通省. 2025年1月16日閲覧。
6. ↑  総務省統計局 (2014年3月28日). “男女別人口及び世帯数 － 町丁・字等” (CSV). 2025年1月17日閲覧。
7. ↑  総務省統計局 (2014年5月30日). “第１次基本集計に関する集計 2 男女別人口及び世帯数 － 町丁・字等” (CSV). 2025年1月17日閲覧。
8. ↑  総務省統計局 (2014年6月27日). “第１次基本集計に関する集計 2 男女別人口及び世帯数 － 町丁・字等” (CSV). 2025年1月17日閲覧。
9. ↑  総務省統計局 (2012年1月17日). “人口等基本集計に関する集計 2 男女別人口及び世帯数 －町丁・字等”. 2025年1月17日閲覧。
10. ↑  総務省統計局統計調査部国勢統計課 (2017年1月27日). “人口等基本集計に関する集計 2 男女別人口及び世帯数 －町丁・字等”.   総務省. 2025年1月17日閲覧。

### 書籍
1. 1 2  「角川日本地名大辞典」編纂委員会 1983, p. 1040.